# Lyuran
Lyuran är en ort i Azerbajdzjan.   Den ligger i distriktet Masallı Rayonu, i den sydöstra delen av landet, 190 km sydväst om huvudstaden Baku. Antalet invånare är 869.
Terrängen runt Lyuran är huvudsakligen platt, men åt sydväst är den kuperad. Runt Lyuran är det ganska tätbefolkat, med 192 invånare per kvadratkilometer.. Närmaste större samhälle är Arkewan, 4,4 km nordväst om Lyuran.
Trakten runt Lyuran består till största delen av jordbruksmark.